# Прем'єр-міністр

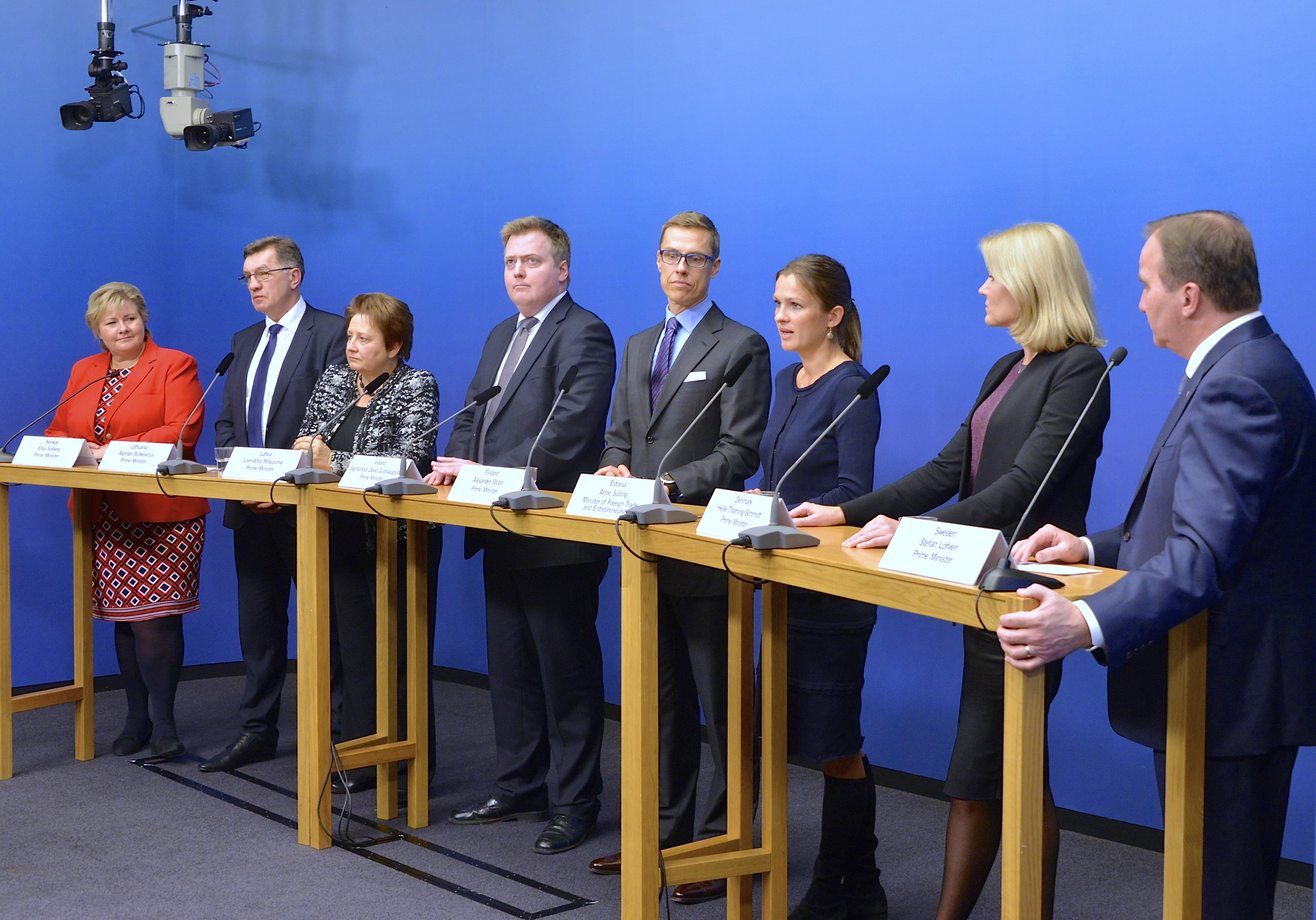
Прем'єр-міністри країн Північної Європи та Балтії 2014 року.

Прем'є́р-міні́стр (від фр. le premier — перший) — перший, головний міністр, голова уряду в сучасних державах. Зазвичай затверджується парламентом після подання голови держави (Україна, Чехія, Естонія) або призначається головою держави (Велика Британія, Франція, Бразилія).
Прем'єр-міністр призначає й відстороняє від посади міністрів, керує повсякденною діяльністю уряду, очолює адміністративний апарат. Як правило, прем'єр-міністр — лідер політичної партії, що має більшість у парламенті, або лідер партійної коаліції, і керує фракцією парламентської більшості.
У різних державах ця посада має різну назву. Окремі приклади наведені нижче:
- Україна — Прем'єр-міністр України, він же Голова Кабінету Міністрів України;
- Франція — Прем'єр-міністр (фр. le Premier Ministre de la République Française);
- Велика Британія — Прем'єр-міністр (англ. Prime Minister of the United Kingdom of Great Britain and Northern Ireland);
- Італія — Голова Ради Міністрів, (італ. Presidente del Consiglio dei Ministri);
- Іспанія — Голова уряду (ісп. Presidente del Gobierno);
- Чехія — Прем'єр (перекладається як голова);
- Німеччина — Федеральний канцлер Німеччини;
- Австрія — Федеральний канцлер Австрії;
- Ірландія — Ті́шах (ірл. Taoiseach).

## Роль прем'єр-міністра
Місце та роль глави уряду, їх повноваження, права часто закріплено в Конституціях. Порядок обрання глави уряду різний. Їх призначають президенти, монархи. В окремих державах таке призначення відбувається за згодою парламенту. У більшості держав засідання уряду проводяться раз на тиждень. У парламентських державах головує на засіданнях прем'єр-міністр або його заступники. Уряди приймають акти, які підписує прем'єр-міністр. Для авторитетності акти уряду часто підписує глава держави, і тоді вони оформляються від імені глави держави. У деяких державах при прем'єр-міністрові створюється особливий апарат, що займається справами глави уряду (у Великій Британії — секретаріат прем'єр-міністра, у Франції — цивільний та військові кабінети, у ФРН — відомство федерального канцлера).